# Sem (Ariège)
Sem – miejscowość i dawna gmina we Francji, w regionie Oksytania, w departamencie Ariège. W 2013 roku populacja ówczesnej gminy wynosiła 25 mieszkańców. 
W dniu 1 stycznia 2019 roku z połączenia czterech ówczesnych gmin – Goulier, Sem, Suc-et-Sentenac oraz Vicdessos – powstała nowa gmina Val-de-Sos. Siedzibą gminy została miejscowość Vicdessos. 